# Гочгулиев, Гочгули Ханклычевич
Гочгули Ханглыджович Гочгулиев (туркм. Goçguly Hangylyýewiç Goçgulyýew; 26 мая 1977, Небит-Даг, Туркменская ССР, СССР) — туркменский футболист, завершивший игровую карьеру, выступал на позиции защитника, в настоящее время является старшим тренером в «Алтын Асыре».

## Биография
Воспитанник ДЮСШ в городе Балканабад. Начал свою карьеру в клубе «Аркач» в 1994 году. В дальнейшем играл за такие туркменские клубы, как «Балкан», «Бюзмейин» и «Копетдаг».
В 2001 году выступал за казахстанский клуб «Иртыш».
В 2002 году дебютировал в чемпионате Узбекистана в составе ташкентского «Пахтакора». В «Пахтакоре» стал четырёхкратным чемпионом Узбекистана (2002, 2003, 2004, 2005).
В 2006 году перешёл в казахстанский «Кайрат». Провёл там один сезон и в 2007 году со второго круга вернулся в Узбекистан, где до 2010 года выступал за ташкентский «Бунёдкор».
В 2011 году вернулся в родной Балканабад, став игроком местного «Гара Алтына», в 2012 году завершил карьеру футболиста.

## Достижения

### Командные
- Чемпион Узбекистана: 2002, 2003, 2004, 2005, 2008, 2009, 2010
- Чемпион Туркменистана: 1998, 2000
- Серебряный призёр чемпионата Узбекистана: 2007
- Обладатель Кубка Туркменистана 2000 (забил гол в финале)
- Обладатель Кубка Узбекистана: 2008, 2010
- Полуфиналист Лиги чемпионов Азии: 2002/03, 2004, 2008
- Финалист Кубка Узбекистана: 2007, 2009

### Личные
- Футболист года в Узбекистане (№ 2): 2002[4]